# Ryuuu TV
Ryuuu TV是由Ryu经营的YouTube频道，目前居於日本神奈川县鎌倉市，影片主题以面向華語圈的日语教学、日本旅遊資訊及日本文化介绍为主。

## YouTuber生平

### Ryu
Ryu（1991年4月9日—），本名劉萬賢（英語：Liew Wan Sian），又稱：Ryuuu或南國村長，出身於馬來西亞砂拉越古晉的华人，祖籍福建省宁德市霞浦县，在日本茨城大學留學過程與Yuma結識。

### Yuma
Yuma（1992年4月12日—），本名大江友麻（日语：おおえ ゆま），又称 Yuuuma，出身于日本，毕业于茨城大学人文学部。2014年2月至6月期间，在台湾静宜大学留学。2016年8月，开始经营属于个人的 YouTube 频道「Yuuuma TV」，2019年11月27日经营 Ryuuu TV 副频道「りゅーTVせかんど/ Ryuuu TV 2nd」。2025年1月18日宣布退出Ryuuu TV。

## 经历
2015年
4月5日，上傳第一支影片。
2016年
6月17~19日，參與《京都抹茶豆乳年輪蛋糕台北試吃會》。
7月30日，Yuma宣布辭掉原本的工作，專心和Ryu經營YouTube頻道。
9月19日，參與《京都銘菓OTABE的關西機場試吃活動》。
2017年
4月22日，參加《Cool Japan TV 開幕典禮》。
4月24日，兩人在静宜大学举办演讲活动。
7月1日，舉辦《RyuuuTV FEST in 台北》，為首次的專屬見面會。
7月9日，受到宜兰县政府文化局邀约，試用宜兰國際童玩節裡第一台 Instagram 相片列印机。
8月10日，Ryu和Yuma在日本正式註冊為夫妻。
2018年
3月16日，舉辦《RyuuuTV FEST 2018》。
9月15日，兩人獲邀《YouTube FanFest Taipei 2018》活動，与其他來自台灣及海外的 YouTuber 同台演出
12月12日，受邀參與《Youtube FanFest 2018 Japan》活動。
12月18日，手機遊戲《Q&Q 司書解答者》廠商與 Ryuuu TV 展開合作特別活動。
2019年
3月9日，舉行《RyuuuTV 旅行團 in 茨城》。
3月30日，舉辦《RyuuuTV FEST 2019》。
2025年
頻道名已更名為「Ryu」。1月18日，Ryu及Yuma在YouTube發佈影片，宣布兩人已於2024年12月離婚，Yuma將會離開Ryu頻道。此外，兩人聲明計劃售賣茨城縣的住宅，並離開茨城縣繼續以不同的形式拍片發展。

## 戲劇演出

### 微電影
- 2016 Youtuber偵探
- 2016 呪われた301号室（客串）

### MV出演
- 黃明志《東京盆踊りTokyo Bon 2020》

## 作品

### 書籍
- 2018年3月1日. 如何出版社. ISBN 9789861365046.

### 主題曲
- 時時刻刻在一起 / いつも一緒！(2017年11月13日發布)

## 外部連結
- Ryuuu TV的Facebook專頁
- Ryuuu TV的X（前Twitter）
- Ryu的Instagram帳戶
- Yuma的Instagram帳戶
- Ryuuu TV的哔哩哔哩个人空间